# Trabajo con apoyo
El trabajo con apoyo es una estrategia que consiste en dotar de apoyos a personas con discapacidades y a otros grupos desfavorecidos para garantizar y mantener un empleo remunerado en el mercado libre de trabajo (Unión Europea de Empleo con Apoyo (EUSE))
En sus inicios en la década de los 80 del siglo XX en EEUU y Canadá, el trabajo con apoyo era una metodología aplicada fundamentalmente para favorecer la contratación en el mercado abierto de trabajo de personas con discapacidad intelectual. No obstante, con el paso de los años, se ha ampliado para dar respuestas a las necesidades específicas de las personas con especiales dificultades de incorporación al mercado de trabajo, así como a sus aspiraciones laborales.
Las acciones de empleo con apoyo serán llevadas a cabo por preparadores/as laborales, quienes deberán estar en posesión de una titulación mínima de formación profesional de grado medio o equivalente y acreditar una experiencia previa de al menos un año en actividades de integración laboral de personas con discapacidad que les capacite para la realización de las funciones propias de su puesto.

## Principios
El modelo europeo de trabajo con apoyo se basa en tres elementos clave:
- Ocupación remunerada: las personas deben percibir un salario de acuerdo al trabajo realizado.
- Mercado de trabajo abierto: Las personas con discapacidad deben percibir el mismo salario que el resto de personal que ejerza esas funciones dentro de la empresa. Además, deben tener las mismas condiciones que el resto de empleados y empleadas tanto en el sector público como privado.
- Apoyo continuado: el apoyo es individualizado y se basa en las necesidades tanto de la persona como de la empresa. Este apoyo tiene que mantenerse a lo largo de la vida laboral de la persona.

El empleo con apoyo se centra en el trabajo, no en prepararse para él o cumplir los criterios de recursos humanos antes de entrar en el competitivo mundo laboral. La persona simplemente debe desear trabajar. (Wehman & Kregel (1998)). La clave está en buscar un puesto de trabajo adecuado para cada persona.
Los principios que caracterizan al empleo con apoyo son:
- Exclusión cero: cualquier persona que quiera trabajar debe contar con los apoyos necesarios para poderlo hacer en igualdad de condiciones.
- Individualidad: cada persona es única, con intereses, condiciones, preferencias e historia personal que la hacen única.
- Respeto: las actividades asociadas son siempre adecuadas a la edad de la persona, promoviendo su dignidad y enriqueciéndola personal y socialmente como persona de pleno derecho.
- Autodeterminación: acompañar a las personas a tomar sus propias decisiones sobre su manera de vivir y participar en la sociedad. Están involucradas en la planificación, evaluación y desarrollo de los servicios. Para lograrlo es clave la accesibilidad de la información y de las instalaciones.

- Flexibilidad: tanto el equipo profesional de apoyo como las estructuras organizativas pueden cambiar en función de las necesidades de las personas. Los servicios son flexibles y sensibles a las necesidades de las personas: Para alcanzarlo es esencial combinar los apoyos naturales de la empresa (compañeros/as, supervisores/as y otras redes de relación) con el apoyo proporcionado por el equipo técnico de la entidad social que presta el servicio.

## Procedimiento
A pesar de ser un proceso dinámico dirigido por la persona, se pueden distinguir cinco fases. Cada fase incluye un amplio abanico de actividades que se desplegarán en función de las necesidades, preferencias y objetivos de cada persona.
- Fase 1: Introducción al servicio de empleo con apoyo
  - El primer objetivo de esta fase es proporcionar información accesible tanto a la persona como a su familia si fuera necesario.
  - El segundo objetivo es acompañar a la persona en la toma de decisiones. Tendrá que decidir dos aspectos clave: si quiere utilizar el empleo con apoyo como vía para acceder a un empleo y si quiere hacerlo con el acompañamiento de esa organización.
- Fase 2: Trazado del perfil profesional
  - En esta fase el foco se centra en que la persona perciba sus competencias para poder dibujar su perfil profesional. Es clave, por tanto, partir de un enfoque centrado en la persona, empoderándola y haciéndola protagonista del diseño de su propio proyecto de vida de acuerdo a sus intereses y aspiraciones.
- Fase 3: Búsqueda de empleo
  - Las principales actividades incluidas en esta fase están orientadas a crear las herramientas necesarias para la búsqueda de empleo (per ejemplo, curriculum vitae, carta de presentación, gestión eficaz del correo electrónico, etc) y, sobre todo, a ponerlas en acción para lograr acceder a un puesto de trabajo.
- Fase 4: Implicación de la empresa
  - En esta fase se distinguen dos niveles de relación con la empresa. Por un lado, está la relación que se establece con la empresa concreta que ha contratado a una persona que recibe apoyos y, por otro lado, las acciones dirigidas al conjunto del tejido empresarial para estimular a que se conviertan en colaboradoras.
- Fase 5: Proporción de apoyos dentro y fuera del puesto de trabajo
  - El objetivo en esta fase es proporcionar los apoyos necesarios para el mantenimiento del trabajo (apoyo inicial) y para el desarrollo de la carrera profesional (apoyo a lo largo de la vida). El apoyo profesional debería desaparecer de manera gradual para traspasarse al conjunto de compañeros/as de trabajo siendo los apoyos naturales dentro de la empresa.

## Organizaciones de referencia
- Associació Catalana de Treball amb Suport (ACTAS). http://actas.cat/treball-en-suport/ Archivado el 28 de enero de 2021 en Wayback Machine.
- Asociación Española de Empleo con Apoyo. http://www.empleoconapoyo.org/aese/article110.html
- European Union of Supported Employment http://www.euse.org/index.php